# Attila (állatnem)
Az Attila a madarak (Aves) osztályának verébalakúak (Passeriformes) rendjébe és a királygébicsfélék (Tyrannidae) családjába tartozó nem. Tudományos nevét Attila hun királyról kapta.

## Rendszerezésük
A nemet René Primevère Lesson francia orvos és ornitológus írta le 1831-ben, az alábbi fajok tartoznak ide:
- Attila phoenicurus
- Attila cinnamomeus
- Attila torridus
- Attila citriniventris
- Attila bolivianus
- Attila rufus
- sárgafarkú attila (Attila spadiceus)

## Előfordulásuk
Mexikó, Közép-Amerika és Dél-Amerika területén honosak. Természetes élőhelyeik a szubtrópusi vagy trópusi esőerdők, száraz erdők, szavannák és cserjések, egy faj vizek környékét kedveli.

## Megjelenésük
Testhosszuk 18-22 centiméter körüli.